# Els Vader
Elisabeth Cornelia (Els) Vader (Flesinga, 24 de septiembre de 1959-Culemborg, 8 de febrero de 2021) fue una atleta neerlandesa especializada en la prueba de 200 metros, en la que consiguió ser medallista de bronce europea en pista cubierta en 1985.

## Carrera deportiva
En el Campeonato Europeo de Atletismo en Pista Cubierta de 1985 ganó la medalla de bronce en los 200 metros, con un tiempo de 23.64 segundos, tras las alemanas Marita Koch (oro con 22.82 segundos) y Kirsten Emmelmann.

## Fallecimiento
Els Vader fue diagnosticada de cáncer en 2019, lo que la llevó a la muerte el 8 de febrero de 2021